# 马泉营站
马泉营站是北京地铁15号线上的一座车站，于2010年12月30日随15号线一期的望京西站至后沙峪站段开通时启用。车站位于北京市朝阳区崔各庄地区香江北路、马泉营西路交叉口。

## 位置
马泉营站位于香江北路和马泉营西路的交汇处，车站呈东西走向。

## 结构

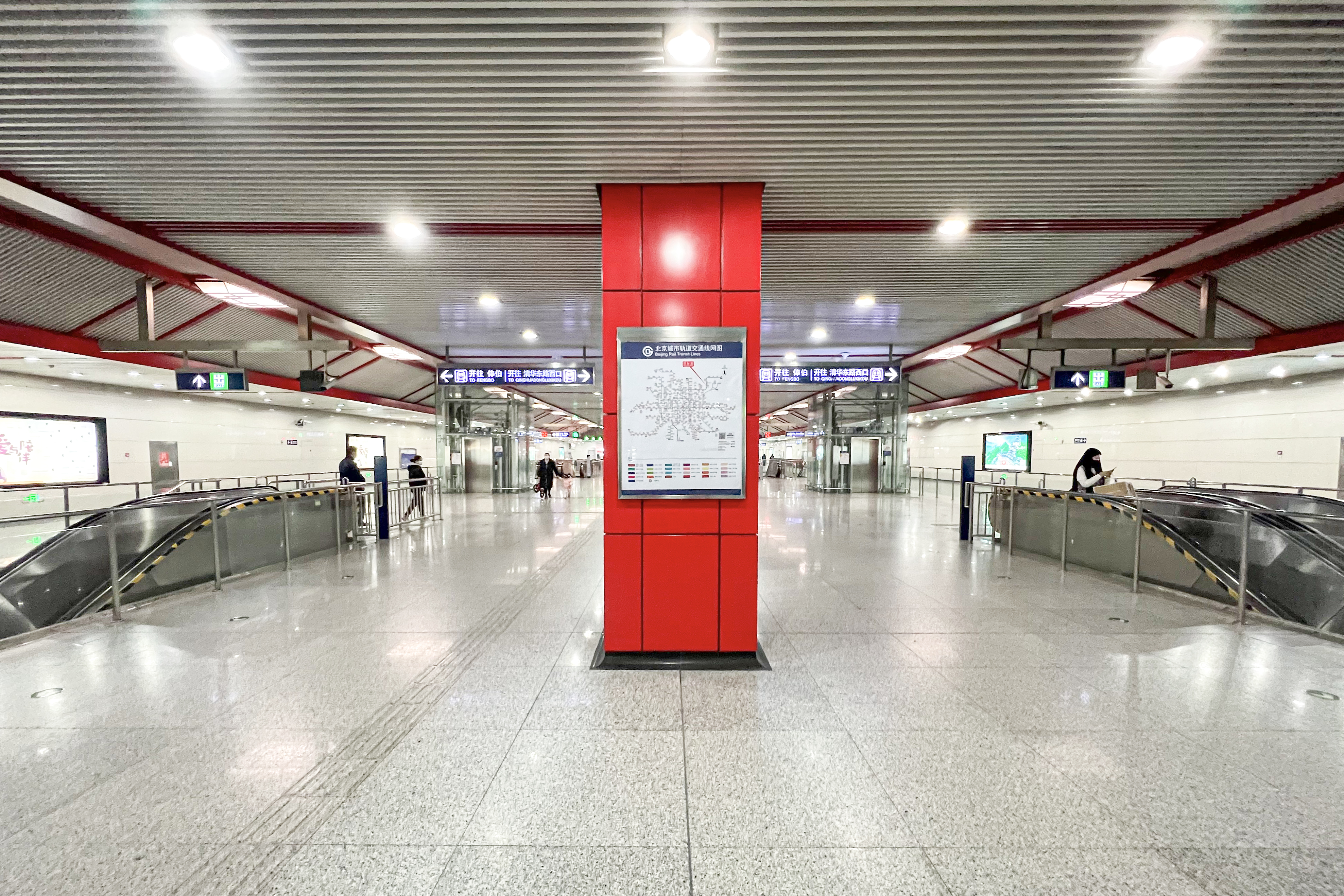
站厅

### 车站楼层
马泉营站为地下二层车站，双岛式站台设计，外侧轨道是运营正线，内侧中央轨道可通往马泉营车辆段。站内采用模仿中式屋脊的装饰设计，主要色调为中国红。

| 地面层          | 街道                                              | A-C出入口                        |
| 地下一层 站厅层 | 站厅                                              | 客务中心、自动售票机、进出站闸机 |
| 地下二层 站台层 |                                                   | █ 15号线往清华东路西口（崔各庄） |
| 地下二层 站台层 | 岛式站台，非区间车左侧開门，区间车右侧開门        |                                  |
| 地下二层 站台层 | █ 15号线清华东路西口区间始发站台/俸伯区间回库站台 |                                  |
| 地下二层 站台层 | █ 15号线俸伯区间始发站台                          |                                  |
| 地下二层 站台层 | 岛式站台，非区间车左侧開门，区间车右侧開门        |                                  |
| 地下二层 站台层 | █ 15号线往俸伯（孙河）                            |                                  |

### 站台
马泉营站地下二层设有双岛式站台，站台层设置有4条股道，正线全程车使用两条外侧轨道，区间车使用两条中央轨道发车及落客。

## 出入口
马泉营站共设有3个出入口：A、B、C。
|                       |                                      |                              |      |            |
| 编号                  | 指示                                 | 建议前往的目的地             | 照片 | 无障碍设施 |
| 出口 · A              | 香江北路（北侧）                     |                              |      | 不適用     |
| 出口 · B              | 香江北路（北侧）、马泉营西路（东侧） | 北京赛特奥特莱斯(香江北路店) |      | 不適用     |
| 出口 · C · 升降机标志 | 香江北路（南侧）、马泉营西路（东侧） |                              |      |            |
| 註： 設有             |                                      |                              |      |            |

## 外部連結
- 马泉营 （页面存档备份，存于）－北京地铁官方网站